# Tonto (fiume)
Il fiume Tonto (in spagnolo: Río Tonto) è un fiume dell'Oaxaca, in Messico, che scorre dalle montagne di Zongolica. Per un tratto segna il confine tra gli Stati federati di Oaxaca e Veracruz.
Il suo corso è sbarrato dalla diga Miguel Alemán, realizzata tra il 1949 e il 1955; lo sbarramento dà vita al lago omonimo. Superata la diga, il fiume scorre in direzione sud-est, gettandosi nel fiume Papaloapan poco a valle di San Juan Bautista Tuxtepec.